# Christian von Haugwitz

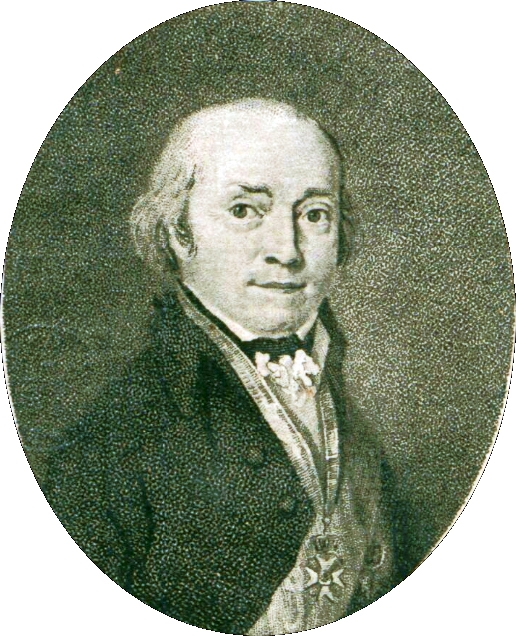
Christian von Haugwitz

Christian August Heinrich Curt von Haugwitz, ab 1786 Graf von Haugwitz (* 11. Juni 1752 auf Peuke bei Oels, Niederschlesien; † 9. Februar 1832 in Venedig, Italien) war ein preußischer Jurist, Staatsmann und Diplomat.

## Leben
Haugwitz, aus der alten, in Mähren (katholische Linie) und Schlesien (protestantische Linie) begüterten Adelsfamilie Haugwitz, studierte in Halle und Göttingen Jura, brachte mehrere Jahre in Italien zu, lebte zehn Jahre auf seinen Gütern in Schlesien und wurde von den schlesischen Ständen 1791 zum Generallandschaftsdirektor gewählt. 1774 war er als reisender Cavalier in die Leipziger Freimaurerloge Minerva zu den drei Palmen aufgenommen worden. 1775 gehörte er neben zwei Brüdern Stolberg zu der Gesellschaft, der sich Goethe auf ihrer Reise in die Schweiz anschloss.
Nach längerem Sträuben ließ er sich von Friedrich Wilhelm II. zum Eintritt in den preußischen Staatsdienst überreden und wurde 1792 zum Gesandten in Wien ernannt. Ende 1792 als Kabinettsminister nach Berlin berufen und vor allem mit Aufgaben in der Außenpolitik betraut, schloss er 19. April 1794 den Haager Subsidientraktrat ab und setzte durch seinen Einfluss den Frieden von Basel mit Frankreich (5. April 1795) durch.
Als Belohnung dafür erhielt er Güter im Wert von 200.000 Talern. Von 1802 ab verwaltete er das Außenministerium ganz allein. Die Gestaltung der Außenpolitik überließ er jedoch zunehmend seinem Vertrauten Johann Wilhelm Lombard, der seinerseits eine pro-französische Politik betrieb. Als 1803 die Franzosen Hannover besetzten und dadurch die Neutralität der norddeutschen Staaten verletzten, zog sich Haugwitz, nachdem der König die von ihm beantragte Forderung der Räumung oder Kriegserklärung an Frankreich abgelehnt hatte, im August 1804 auf seine Güter zurück, worauf Karl August von Hardenberg an seine Stelle trat.
1805 wurde er wieder berufen, um Napoléon ein Ultimatum vorzulegen, ließ sich aber hinhalten, bis der Kaiser am 2. Dezember den entscheidenden Sieg in der Schlacht von Austerlitz errungen hatte, worauf Haugwitz gezwungen war, am 15. Dezember den Vertrag von Schönbrunn einzugehen, durch den Preußen Ansbach, Kleve und Neuenburg an Frankreich abtrat und dafür Hannover erhielt.
Ein neuer Vertrag, von Haugwitz am 15. Februar 1806 in Paris abgeschlossen, isolierte Preußen vollständig und führte den Bruch mit England herbei. Trotzdem blieb Haugwitz an der Spitze der Geschäfte.
Schließlich konnte Haugwitz den Bruch mit Frankreich nicht mehr verhindern, was den Krieg von 1806 nach sich zog, an dessen Ende der weitgehende Zusammenbruch Preußens stand. Haugwitz befand sich anfangs im Hauptquartier, begleitete dann den König nach Ostpreußen, erhielt in Osterode im November 1806 seinen Abschied und zog sich ins Privatleben zurück.

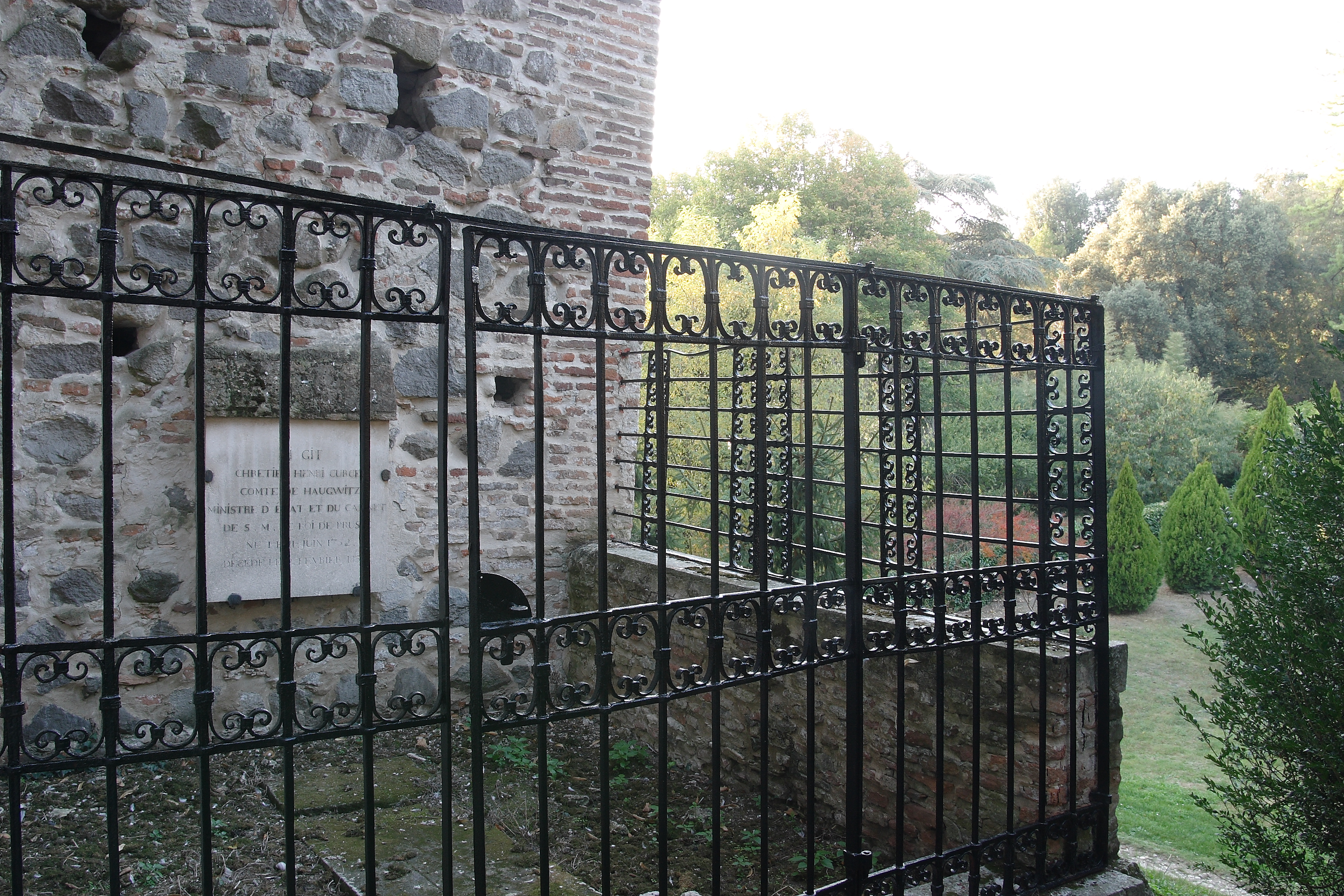
Grabstätte von Christian von Haugwitz in Este

1811 wurde er zum Kurator der Universität Breslau ernannt, doch lebte er seit 1820 meist in Italien, abwechselnd zu Venedig, Padua und auf einer Villa in der Nähe von Este, und starb 1832 in Venedig. Seine Politik versuchte er in der Schrift Fragment des mémoires inédits du comte de Haugwitz (Jena 1837) zu rechtfertigen.
Er wurde bei der Villa Contarini bei Este begraben.

## Familie
Seine Eltern waren der württembergische Kammerpräsident Karl Wilhelm Friedrich von Haugwitz (1704–1786) Erbherr auf Krappitz und Steinau, Peuke und Pannwitz und dessen Ehefrau Johanna Sibylle von der Marwitz (1719–1801) aus dem Haus Sellin. Er heiratete im Jahr 1777 in Lossow Johanna Katharina von Tauentzien (* 1755), die Tochter des Generals Friedrich Bogislav von Tauentzien. Das Paar hatte mehrere Kinder, darunter:
- Paul (1791–1856), preußischer Oberstleutnant., Adjutant von General Tauentzien von Wittenberg und Generalfeldmarschall Yorck von Wartenburg sowie Schriftsteller
- Catharina (Mai 1792–1839) ⚭ Graf Hans Wilhelm Adolf von Kalckreuth (1766–1830), preußischer Legationsrat

Sowie mit Rosa Richter:
- Rosamunde Ernestine Pauline (1804–1883) ⚭ Georg Benjamin Mendelssohn (1794–1874)